# روبرت سميث (راكب الكنو)
روبرت سميث هو راكب الكنو كندي، ولد في 11 أبريل 1929.

## وصلات خارجية
- روبرت سميث على موقع أوليمبيديا (الإنجليزية)